# الكسندر فرينش
الكسندر فرينش (1 ديسمبر 1980 في الصين - ) هو لاعب كريكت صيني. شارك مع منتخب هونغ كونغ للكريكت.

## وصلات خارجية
- الكسندر فرينش على موقع إي آس بي آن كريك إنفو (الإنجليزية)